# Nové Mesto nad Váhom
Nové Mesto nad Váhom (njem. Neustadt an der Waag, mađ. Vágújhely) je grad u zapadnoj Slovačkoj u Trenčinskom kraju. Grad je upravno središte Okruga Nové Mesto nad Váhom.

## Zemljopis
Grad je smješten na sjevernom rubu podunavskih brda u podnožju sjeverne strane Malih Karpata na rijeci Váh. Ostale planine u blizini grada su Bijeli Karpati i Považský Inovec. Nalazi se 27 km od Trenčina i 95 km od Bratislave.

## Povijest
Područje današnjega grada neseljeno je još od prapovijesti, otkriveno je i nekoliko artefakata iz kamenog i brončanog doba. U dijelu grada zvan Mnešice otkriveno je prapovijesno naselje.
Prvi pisani zapis o Novom Mestu nad Váhom je iz 1253. godine kada je kralj Bela IV. dao lojalnost gradu tijekom mongolske invazije. Industrija se počela razvijati u 19. stoljeću i bila je uglavnom usmjerena na preradu poljoprivrednih proizvoda.

## Stanovništvo
| Godina:     | 1993.  | 2003.   | 2013.   | 2023.   |
| ----------- | ------ | ------- | ------- | ------- |
| Broj ljudi: | 21 457 | 20 976  | 20 208  | 19 296  |
| Razlika:    |        | -2,24 % | -3,66 % | -4,51 % |

| Godina:     | 2022.  | 2023.   |
| ----------- | ------ | ------- |
| Broj ljudi: | 19 355 | 19 296  |
| Razlika:    |        | -0,30 % |

Po popisu stanovništva iz 2021. godine grad je imao 19.644 stanovnika. Po popisu stanovništva u gradu živi najviše Slovaka.
- Slovaci – 91,9 %
- Česi – 1,3 %
- Romi – 0,2 %

Prema vjeroispovijesti najviše ima rimokatolika 42,9 %, ateista 35,9 %,  i luterana 10,7 %.

## Vanjske poveznice
- Službena stranica grada (sl.)

### Ostali projekti
|  | Zajednički poslužitelj ima još gradiva o temi Nové Mesto nad Váhom |